# 安东尼奥·卡莱博塔
安东尼奥·卡莱博塔（義大利語：Antonio Calebotta，1930年6月30日—2002年2月23日），意大利男子篮球运动员。他曾代表意大利获得1960年夏季奥运会男子篮球比赛第四名。他于2002年在本蒂沃利奥去世。